# Стою Стоев
 Тази статия е за генерал-лейтенант Стою Стоев.  За контраадмирала вижте Стою Стоев (контраадмирал).  
Стою Генчев Стоев с псевдоним Сакето е български офицер, генерал-лейтенант.

## Биография
Роден е на 12 юли 1912 г. в Долно Ново село. От 1929 г. е член на РМС, а от 1933 г. и на БКП. Баща му умира в Балканската война. От 1923 до 1927 г. е възпитаник на сиропиталище за сираци от войната в Чирпан. Завършва професионално Столарско училище в Самоков през 1930 г. От 1930 до 1931 г. работи земеделие в родното си село. От 1931 г. работи в Държавната военна фабрика в Казанлък. Арестуван е през ноември на следващата година и уволнен от работата си. След това отслужва наборната си служба. Арестуван е в края на 1933 г. и осъден на 6 г. и 8 месеца затвор. Освободен е през 1936 г. след амнистия. От май 1936 до юни 1937 г. отбива редовната си военна служба като трудовак в Стара Загора и е член на Районния комитет на РМС. Между април 1937 и юни 1940 г. е инструктор на ЦК на РМС. Член е на ЦК на РМС от 1938 г. От ноември 1940 до март 1941 г. е интерниран в лагера край Рибарица и Беклемето край Троян. Освободен след това. Между март 1941 и юни 1942 г. е секретар на Окръжния комитет на РМС в Русе. След разкриване на организацията е напуснал града, за което е мъмрен от ЦК на БКП. В периода юни 1942-януари 1943 г. е секретар на Окръжния комитет на РМС в Пловдив. През 1943 г. става организационен секретар на ЦК на РМС. Арестуван е отново същата година и лежи в затворите в София и Стара Загора.
Между септември 1944 и март 1945 г. работи в апарата на ЦК на РМС. В периода март 1945-ноември 1947 г. е завеждащ сектор „Военни и административни кадри“ при ЦК на БКП. От ноември 1947 до януари 1948 г. изкарва курс за политически офицери. През януари 1948 г. постъпва в редовете на българската армия като заместник-командир по политическата част на първа гвардейска дивизия. От декември 1948 до ноември 1950 г. е началник на политически отдел на втора армия. Между ноември 1950 и септември 1951 г. е заместник-началник на Политическото управление на българската народна армия. През септември 1951 г. е назначен за подпредседател на ЦК на ДОСО. Остава на този пост до октомври 1953 г. Завършва Военно-политическа академия в София (октомври 1953-януари 1956). От януари 1956 г. отново е заместник-началник на политическото управление на българската народна армия. Към 1965 г. е председател на ЦК на ДОСО. През 70-те години е инспектор в Инспектората на министерството на отбраната. По случай на 60-годишнината му с указ № 1560 от 11 юли 1972 г. е обявен за „Герой на социалистическия труд“. Награждаван е още с ордените „Народна свобода 1941 – 1944“ – I ст. (1959), „Народна република България“ – I ст. (1964), „9 септември 1944 г.“ – III ст. с мечове (1964), „Отечествена война“ и „Георги Димитров“. Достига чин генерал-лейтенант